# Archambaud Ier de Bourbon
Archambaud Ier « le Franc » de Bourbon, né en 930 et mort en 990, était seigneur de Bourbon vers 950 à 990. Il épouse une certaine Rotgardis, parfois identifiée avec Rothilde de Brosse, fille de Guy Raoul de Brosse,.

## Biographie
Archambaud Ier est le fils d'Aymon Ier, fils d'Aymar de Bourbon. Vers 954, il confirme la donation faite par son aïeul Aymard vers 915 de l'ensemble des propriétés familiales de Souvigny à l'abbaye de Cluny. Il se montre ensuite un fidèle protecteur des moines de Souvigny. Par son épouse Rotgardis, il est le père de son successeur Archambaud II de Bourbon.

## Source
- Anthony Stokvis, Manuel d'histoire, de généalogie et de chronologie de tous les États du globe, depuis les temps les plus reculés jusqu'à nos jours, préf. H. F. Wijnman, éditions Brill Leyde 1889, réédition 1966, Volume II, chapitre II « France et Monaco »  e) États féodaux, § 84 « Seigneurie, puis baronnie et plus tard duché de Bourbon », p. 143 et tableau généalogique no 42, p. 144.